# WTA Charleston
A WTA Charleston (szponzorált neve: Volvo Cars Open, korábbi neve: Family Circle Cup) minden év áprilisában megrendezett tenisztorna nők számára a dél-karolinai Charlestonban.
A torna 2020-ig Premier kategóriájú volt, 2021-től a WTA 500 tornák közé tartozik. Összdíjazása 749 160 amerikai dollár. Az egyéni főtáblán ötvenhatan vehetnek részt, az első nyolc kiemeltnek nem kell játszania az első körben.
A mérkőzéseket szabadtéren, zöld salakon játsszák. Az első tornát 1973-ban rendezték meg, 2000-ig Hilton Head volt a helyszín, kivéve 1975-öt és 1976-ot, amikor Amelia Island adott otthont az eseménynek. 2001-től Charleston a torna helyszíne.

## Döntők

### Egyéni
| Év   | Győztes                                 | Ellenfél a döntőben                     | Eredmény a döntőben                     |
| ---- | --------------------------------------- | --------------------------------------- | --------------------------------------- |
| 2025 | Jessica Pegula                          | Sofia Kenin                             | 6–3, 7–5                                |
| 2024 | Danielle Collins                        | Darja Kaszatkina                        | 6–2, 6–1                                |
| 2023 | Unsz Dzsábir                            | Belinda Bencic                          | 7–6(6), 6–4                             |
| 2022 | Belinda Bencic                          | Unsz Dzsábir                            | 6–1, 5–7, 6–4                           |
| 2021 | Veronyika Kugyermetova                  | Danka Kovinić                           | 6–4, 6–2                                |
| 2020 | Elhalasztva a koronavírus-járvány miatt | Elhalasztva a koronavírus-járvány miatt | Elhalasztva a koronavírus-járvány miatt |
| 2019 | Madison Keys                            | Caroline Wozniacki                      | 7–6(5), 6–3                             |
| 2018 | Kiki Bertens                            | Julia Görges                            | 6–2, 6–1                                |
| 2017 | Darja Kaszatkina                        | Jeļena Ostapenko                        | 6–3, 6–1                                |
| 2016 | Sloane Stephens                         | Jelena Vesznyina                        | 7–6(4), 6–2                             |
| 2015 | Angelique Kerber                        | Madison Keys                            | 6–2, 4–6, 7–5                           |
| 2014 | Andrea Petković                         | Jana Čepelová                           | 7–5, 6–2                                |
| 2013 | Serena Williams                         | Jelena Janković                         | 3–6, 6–0, 6–2                           |
| 2012 | Serena Williams                         | Lucie Šafářová                          | 6–0, 6–1                                |
| 2011 | Caroline Wozniacki                      | Jelena Vesznyina                        | 6–2, 6–3                                |
| 2010 | Samantha Stosur                         | Vera Zvonarjova                         | 6–0, 6–3                                |
| 2009 | Sabine Lisicki                          | Caroline Wozniacki                      | 6–2, 6–4                                |
| 2008 | Serena Williams                         | Vera Zvonarjova                         | 6–4, 3–6, 6–3                           |
| 2007 | Jelena Janković                         | Gyinara Szafina                         | 6–2, 6–2                                |
| 2006 | Nagyja Petrova                          | Patty Schnyder                          | 6–3, 4–6, 6–1                           |
| 2005 | Justine Henin                           | Jelena Gyementyjeva                     | 7–5, 6–4                                |
| 2004 | Venus Williams                          | Conchita Martínez                       | 2–6, 6–2, 6–1                           |
| 2003 | Justine Henin                           | Serena Williams                         | 6–3, 6–4                                |
| 2002 | Iva Majoli                              | Patty Schnyder                          | 7–6(5), 6–4                             |
| 2001 | Jennifer Capriati                       | Martina Hingis                          | 6–0, 4–6, 6–4                           |
| 2000 | Mary Pierce                             | Arantxa Sánchez Vicario                 | 6–1, 6–0                                |
| 1999 | Martina Hingis                          | Anna Kurnyikova                         | 6–4, 6–3                                |
| 1998 | Amanda Coetzer                          | Irina Spîrlea                           | 6–3, 6–4                                |
| 1997 | Martina Hingis                          | Szeles Mónika                           | 3–6, 6–3, 7–6(5)                        |
| 1996 | Arantxa Sánchez Vicario                 | Barbara Paulus                          | 6–2, 2–6, 6–2                           |
| 1995 | Conchita Martínez                       | Magdalena Maleeva                       | 6–1, 6–1                                |
| 1994 | Conchita Martínez                       | Natallja Zverava                        | 6–4, 6–0                                |
| 1993 | Steffi Graf                             | Arantxa Sánchez Vicario                 | 7–6(8), 6–1                             |
| 1992 | Gabriela Sabatini                       | Conchita Martínez                       | 6–1, 6–4                                |
| 1991 | Gabriela Sabatini                       | Leila Meszhi                            | 6–1, 6–1                                |
| 1990 | Martina Navrátilová                     | Jennifer Capriati                       | 6–2, 6–4                                |
| 1989 | Steffi Graf                             | Natallja Zverava                        | 6–1, 6–1                                |
| 1988 | Martina Navrátilová                     | Gabriela Sabatini                       | 6–1, 4–6, 6–4                           |
| 1987 | Steffi Graf                             | Manuela Maleeva                         | 6–2, 4–6, 6–3                           |
| 1986 | Steffi Graf                             | Chris Evert                             | 6–4, 7–5                                |
| 1985 | Chris Evert                             | Gabriela Sabatini                       | 6–4, 6–0                                |
| 1984 | Chris Evert                             | Claudia Kohde-Kilsch                    | 6–2, 6–3                                |
| 1983 | Martina Navrátilová                     | Tracy Austin                            | 5–7, 6–1, 6–0                           |
| 1982 | Martina Navrátilová                     | Andrea Jaeger                           | 6–4, 6–2                                |
| 1981 | Chris Evert                             | Pam Shriver                             | 6–3, 6–2                                |
| 1980 | Tracy Austin                            | Regina Maršíková                        | 3–6, 6–1, 6–0                           |
| 1979 | Tracy Austin                            | Kerry Melville Reid                     | 7–6(3), 7–6(7)                          |
| 1978 | Chris Evert                             | Kerry Melville Reid                     | 6–2, 6–0                                |
| 1977 | Chris Evert                             | Billie Jean King                        | 6–0, 6–1                                |
| 1976 | Chris Evert                             | Kerry Melville Reid                     | 6–2, 6–2                                |
| 1975 | Chris Evert                             | Martina Navrátilová                     | 7–5, 6–4                                |
| 1974 | Chris Evert                             | Kerry Melville Reid                     | 6–1, 6–3                                |
| 1973 | Rosemary Casals                         | Nancy Richey Gunter                     | 3–6, 6–1, 7–5                           |

### Páros
| Év   | Győztesek                                     | Ellenfelek a döntőben                        | Eredmény a döntőben                     |
| ---- | --------------------------------------------- | -------------------------------------------- | --------------------------------------- |
| 2025 | eļena Ostapenko/ Erin Routliffe               | Caroline Dolehide/ Desirae Krawczyk          | 6–4, 6–2                                |
| 2024 | Ashlyn Krueger/ Sloane Stephens               | Ljudmila Kicsenok/ Nagyija Kicsenok          | 1–6, 6–3, [10–7]                        |
| 2023 | Danielle Collins/ Desirae Krawczyk            | Giuliana Olmos/ Sibahara Ena                 | 0–6, 6–4, [14–12]                       |
| 2022 | Andreja Klepač/ Magda Linette                 | Lucie Hradecká/ Szánija Mirza                | 6–2, 4–6, [10–7]                        |
| 2021 | Nicole Melichar/ Demi Schuurs                 | Marie Bouzková/ Lucie Hradecká               | 6–2, 6–4                                |
| 2020 | Elhalasztva a koronavírus-járvány miatt       | Elhalasztva a koronavírus-járvány miatt      | Elhalasztva a koronavírus-járvány miatt |
| 2019 | Anna-Lena Grönefeld / Alicja Rosolska         | Irina Hromacsova / Veronyika Kugyermetova    | 7–6(7), 6–2                             |
| 2018 | Alla Kudrjavceva / Katarina Srebotnik         | Andreja Klepač / María José Martínez Sánchez | 6–3, 6–3                                |
| 2017 | Bethanie Mattek-Sands / Lucie Šafářová        | Lucie Hradecká / Kateřina Siniaková          | 6–1, 4–6, [10–7]                        |
| 2016 | Caroline Garcia / Kristina Mladenovic         | Bethanie Mattek-Sands / Lucie Šafářová       | 6–2, 7–5                                |
| 2015 | Martina Hingis / Szánija Mirza                | Casey Dellacqua / Darija Jurak               | 6–0, 6–4                                |
| 2014 | Anabel Medina Garrigues / Jaroszlava Svedova  | Csan Hao-csing / Csan Jung-zsan              | 7–6(4), 6–2                             |
| 2013 | Kristina Mladenovic / Lucie Šafářová          | Andrea Hlaváčková / Liezel Huber             | 6–3, 7–6(6)                             |
| 2012 | Anasztaszija Pavljucsenkova / Lucie Šafářová  | Anabel Medina Garrigues / Jaroszlava Svedova | 5–7, 6–4, [10–6]                        |
| 2011 | Szánija Mirza / Jelena Vesznyina              | Bethanie Mattek-Sands / Meghann Shaughnessy  | 6–4, 6–4                                |
| 2010 | Liezel Huber / Nagyja Petrova                 | Vania King / Michaëlla Krajicek              | 6–3, 6–4                                |
| 2009 | Bethanie Mattek-Sands / Nagyja Petrova        | Liga Dekmeijere / Patty Schnyder             | 6–7(5), 6–2, [11–9]                     |
| 2008 | Katarina Srebotnik / Szugijama Ai             | Gallovits Edina / Volha Havarcova            | 6–2, 6–2                                |
| 2007 | Jen Ce / Cseng Csie                           | Peng Suaj / Szun Tien-tien                   | 7–5, 6–0                                |
| 2006 | Lisa Raymond / Samantha Stosur                | Virginia Ruano Pascual / Meghann Shaughnessy | 3–6, 6–1, 6–1                           |
| 2005 | Conchita Martínez / Virginia Ruano Pascual    | Iveta Benešová / Květa Peschke               | 6–1, 6–4                                |
| 2004 | Virginia Ruano Pascual / Paola Suárez         | Martina Navrátilová / Lisa Raymond           | 6–4, 6–1                                |
| 2003 | Virginia Ruano Pascual / Paola Suárez         | Janette Husárová / Conchita Martínez         | 6–0, 6–3                                |
| 2002 | Lisa Raymond / Rennae Stubbs                  | Alexandra Fusai / Caroline Vis               | 6–4, 3–6, 7–6(4)                        |
| 2001 | Lisa Raymond / Rennae Stubbs                  | Virginia Ruano Pascual / Paola Suárez        | 5–7, 7–6(5), 6–3                        |
| 2000 | Virginia Ruano Pascual / Paola Suárez         | Conchita Martínez / Patricia Tarabini        | 7–5, 6–3                                |
| 1999 | Jana Novotná / Jelena Lihovceva               | Barbara Schett / Patty Schnyder              | 6–1, 6–4                                |
| 1998 | Conchita Martínez / Patricia Tarabini         | Lisa Raymond / Rennae Stubbs                 | 3–6, 6–4, 6–4                           |
| 1997 | Mary Joe Fernández / Martina Hingis           | Lindsay Davenport / Jana Novotná             | 7–5, 4–6, 6–1                           |
| 1996 | Jana Novotná / Arantxa Sánchez Vicario        | Gigi Fernández / Mary Joe Fernández          | 6–2, 6–3                                |
| 1995 | Nicole Arendt / Manon Bollegraf               | Gigi Fernández / Natallja Zverava            | 0–6, 6–3, 6–4                           |
| 1994 | Lori McNeil / Arantxa Sánchez Vicario         | Gigi Fernández / Natallja Zverava            | 6–4, 4–1, feladták                      |
| 1993 | Gigi Fernández / Natallja Zverava             | Katrina Adams / Manon Bollegraf              | 6–3, 6–1                                |
| 1992 | Arantxa Sánchez Vicario / Natallja Zverava    | Larisza Sevcsenko / Jana Novotná             | 6–4, 6–2                                |
| 1991 | Claudia Kohde-Kilsch / Natallja Zverava       | Mary Lou Daniels / Lise Gregory              | 6–4, 6–0                                |
| 1990 | Martina Navrátilová / Arantxa Sánchez Vicario | Mercedes Paz / Natallja Zverava              | 6–2, 6–2                                |
| 1989 | Hana Mandlíková / Martina Navrátilová         | Mary Lou Daniels / Wendy White               | 6–4, 6–1                                |
| 1988 | Lori McNeil / Martina Navrátilová             | Claudia Kohde-Kilsch / Gabriela Sabatini     | 6–2, 2–6, 6–3                           |
| 1987 | Mercedes Paz / Eva Pfaff                      | Zina Garrison Jackson / Lori McNeil          | 7–6(6), 7–5                             |
| 1986 | Chris Evert / Anne White                      | Steffi Graf / Catherine Tanvier              | 6–3, 6–3                                |
| 1985 | Rosalyn Fairbank / Pam Shriver                | Szvetlana Parhomenko / Larisza Sevcsenko     | 6–4, 6–1                                |
| 1984 | Claudia Kohde-Kilsch / Hana Mandlíková        | Anne Hobbs / Sharon Walsh                    | 7–5, 6–2                                |
| 1983 | Martina Navrátilová / Candy Reynolds          | Andrea Jaeger / Paula Smith                  | 6–2, 6–3                                |
| 1982 | Martina Navrátilová / Pam Shriver             | JoAnne Russell / Virginia Ruzici             | 6–1, 6–2                                |
| 1981 | Rosemary Casals / Wendy Turnbull              | Mima Jaušovec / Pam Shriver                  | 7–5, 7–5                                |
| 1980 | Kathy Jordan / Anne Smith                     | Candy Reynolds / Paula Smith                 | 6–2, 6–1                                |
| 1979 | Rosemary Casals / Martina Navrátilová         | Françoise Durr / Betty Stöve                 | 6–4, 7–5                                |
| 1978 | Billie Jean King / Martina Navrátilová        | Mona Anne Schallau-Guerrant / Greer Stevens  | 6–3, 7–5                                |
| 1977 | Rosemary Casals / Chris Evert                 | Françoise Durr / Virginia Wade               | 1–6, 6–2, 6–3                           |
| 1976 | Ilana Kloss / Linky Boshoff                   | Kathy Kuykendall / Valerie Ziegenfuss        | 6–3, 6–2                                |
| 1975 | Evonne Goolagong Cawley / Virginia Wade       | Rosemary Casals / Olga Morozova              | 4–6, 6–4, 6–2                           |
| 1974 | Rosemary Casals / Olga Morozova               | Helen Gourlay Cawley / Karen Krantzcke       | 6–2, 6–1                                |
| 1973 | Françoise Durr / Betty Stöve                  | Rosemary Casals / Billie Jean King           | 3–6, 6–4, 6–3                           |